# بيدرو راموس
بيدرو راموس هو لاعب كرة قاعدة كوبي، ولد في 28 أبريل 1935 في بينار ديل ريو في كوبا.

## وصلات خارجية
- بيدرو راموس على موقع دوري كرة القاعدة الرئيسي (الإنجليزية)
- بيدرو راموس على موقعبيزبول رفرنس.كوم (الدوري الرئيسي) (الإنجليزية)
- بيدرو راموس على موقعبيزبول رفرنس.كوم (الدوري الثانوي) (الإنجليزية)
- بيدرو راموس على موقع إي إس بي إن.كوم (أم.أل.بي) (الإنجليزية)
- بيدرو راموس على موقع مشجعي الرسوم البيانية (الإنجليزية)